# Morro do Leme

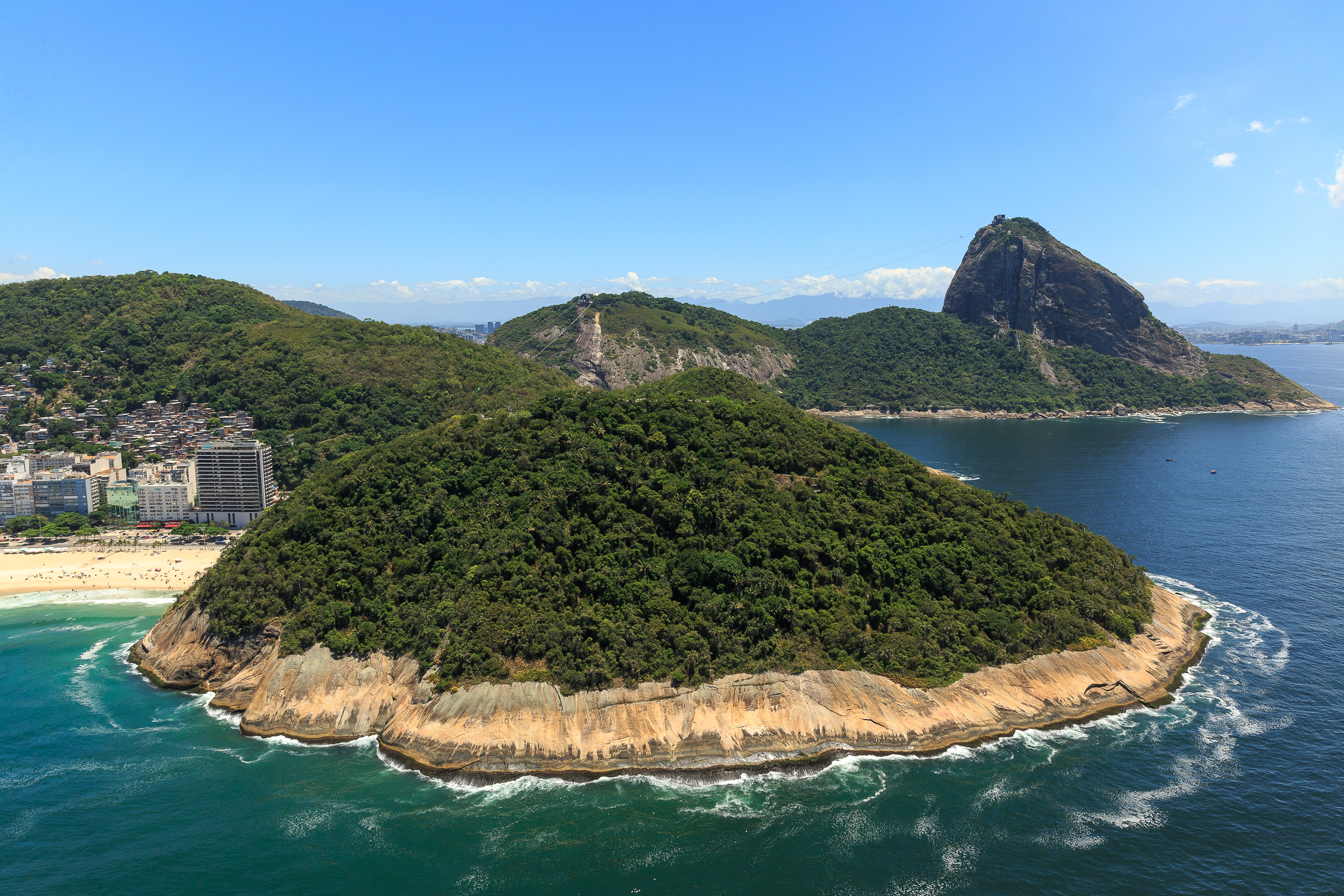
Morro do Leme im Vordergrund, im Hintergrund der Zuckerhut

Der Morro do Leme (deutsch ‚Hügel von Leme‘), auch Morro da Vigia (‚Hügel des Wachtpostens‘) oder Pedra do Leme (‚Felsen von Leme‘) genannt, ist ein Hügel in Rio de Janeiros Stadtteil Leme und ragt am Eingang zur Guanabara-Bucht als Halbinsel und Kap in den Südatlantik hinein. An seinem Fuß begrenzt eine Felswand den gemeinsamen Strand von Leme und Copacabana. Der etwa 124 Meter hohe Berg ist von Atlantischem Regenwald bedeckt und als Schutzgebiet Área de Proteção Ambiental dos Morros da do Leme, Urubu e Ilha de Cotunduba zusammen mit der benachbarten Área de Proteção Ambiental dos Morros da Babilônia e São João im Parque Natural Municipal Paisagem Carioca aus Gründen der Biodiversität seit dem 12. November 1990 unter Naturschutz gestellt. Seine Geschichte ist eng mit seiner Funktion als Aussichtspunkt und mit dem denkmalgeschützten Fort Duque de Caxias auf seiner Spitze verbunden.